# قانون التجسس لعام 1917
قانون التجسس لعام 1917 هو قانون فيدرالي تم الموافقة عليه بعد فترة قصيرة من دخول الولايات المتحدة الأمريكية الحرب العالمية الأولي في 15 يونيو 1917 ونص علي اتهام أي شخص في حالة:
- محاولة نقل معلومات بنيّة التدخل في عمليات أو نجاح القوات المسلحة للولايات المتحدة أو المساعدة في نجاح أعدائها وعقوبتها الموت أو السجن بما لا يقل عن 30 سنة.[1][2][3]
- نقل تقارير أو بيانات مضللة بنيّة التدخل في عمليات الجيش الأمريكي أو قوات البحرية الأمريكية أو المساعدة في نجاح أعداء الولايات المتحدة في أوقات الحرب من خلال محاولة التسبب في التمرد أو الخيانة أو رفض أداء الخدمة العسكرية بين الجنود في الجيش والقوات البحرية بالولايات المتحدة أو تعمد عرقلة التجنيد والتطوع لخدمة الولايات المتحدة وعقوبتها غرامة أقصاها 10000 دولار والسجن لمدة 20 سنة.

وقد تم سنّ هذا القانون تحت إلحاح من الرئيس وودرو ويلسون لتخوفه من انتشار الانشقاق أثناء الحرب ظناً من أن ذلك يشكل تهديد حقيقي لأي انتصار أمريكي.